# Yanguan, Zhejiang
Yanguan är en köpinghuvudort i Kina. Den ligger i provinsen Zhejiang, i den östra delen av landet, omkring 43 kilometer nordost om provinshuvudstaden Hangzhou. Antalet invånare är 57 609. Befolkningen består av 28 872 kvinnor och 28 737 män. Barn under 15 år utgör 11,0 %, vuxna 15-64 år 75 %, och äldre över 65 år 12,0 %.
Runt Yanguan är det tätbefolkat, med 819 invånare per kvadratkilometer. Närmaste större samhälle är Xucun, 17,6 km väster om Yanguan. Trakten runt Yanguan består till största delen av jordbruksmark.
Genomsnittlig årsnederbörd är 1 912 millimeter. Den regnigaste månaden är juni, med i genomsnitt 316 mm nederbörd, och den torraste är november, med 74 mm nederbörd.